# Jorge Onetti
Jorge Onetti, né le 17 juin 1931 à Buenos Aires et mort le 2 janvier 1998 à Madrid, est un écrivain et un journaliste argentino-uruguayen.

## Biographie
Fils du grand écrivain uruguayen Juan Carlos Onetti, il se fait connaître avec son recueil de contes Cualquiercosario, qui gagne le prix Casa de les Américas en 1965. En 1968, il est finaliste du prix Biblioteca Breve avec son roman Contramutis. Son œuvre littéraire se caractérise par un mélange de réalité et de fantastique, pimenté d'un humour acide. Écrasé par le poids de la notoriété de son père, il travaille dans l'ombre, pratique facilement l'autocritique et publie peu, se consacrant surtout au journalisme.
Il s'exile en Espagne avec son père et vit de nombreuses années à Madrid, où il meurt d'une embolie pulmonaire peu avant la parution de son livre Siempre se puede ganar nunca.